# Мичевец
Мичевец је насељено место у саставу града Велике Горице, у Туропољу, Хрватска. До територијалне реорганизације у Хрватској, налазио се у саставу старе загребачке приградске општине Велика Горица.

## Становништво
На попису становништва 2011. године, Мичевец је имао 1.286 становника.

## Попис1991.
На попису становништва 1991. године, насељено место Мичевец је имало 1.225 становника, следећег националног састава:
| Попис 1991.‍   | Попис 1991.‍  | Попис 1991.‍ | Попис 1991.‍ | Попис 1991.‍ |
| ------------- | ------------ | ----------- | ----------- | ----------- |
|               |              |             |             |             |
| Хрвати        | Хрвати       |             | 1.168       | 95,34%      |
| Срби          | Срби         |             | 15          | 1,22%       |
| Муслимани     | Муслимани    |             | 9           | 0,73%       |
| Југословени   | Југословени  |             | 8           | 0,65%       |
| Мађари        | Мађари       |             | 2           | 0,16%       |
| Словенци      | Словенци     |             | 2           | 0,16%       |
| Чеси          | Чеси         |             | 1           | 0,08%       |
| неопредељени  | неопредељени |             | 3           | 0,24%       |
| непознато     | непознато    |             | 17          | 1,38%       |
| укупно: 1.225 |              |             |             |             |